# Functor
A teoria de categories un  functor  o  funtor  és una funció d'una categoria a una altra que porta objectes a objectes i morfismes a morfismes de manera que la composició de morfismes i les identitats es preservin.
Els funtors primer es van considerar a topologia algebraica, on s'associen els objectes algebraics amb els espais topològics i s'associen els homomorfismes algebraics amb funcions contínues. Avui dia, els funtors s'utilitzen a través de les matemàtiques modernes per relacionar diverses categories.
Exemples de functors típics són el funtor fidel (un functor injectiu) i el funtor ple (un functor exhaustiu).
En programació possibilita l'equivalència i substitució de la composició de les aplicacions de cadascun dels morfismes, per l'aplicació de la composició dels morfismes, sovint més ràpida perquè converteix la repetició del recorregut de les estructures afectades per cadascun dels morfismes en un sol recorregut, evitant la creació d'estructures intermèdies, optimització coneguda com a Desforestació.

## Definició
Siguin C i D categories (les categories descriuen estructures i un Monoide de morfismes composables entre els seus valors). Un functor F de C a D és una correspondència que
- associa a cada objecte {\displaystyle X} de C un objecte {\displaystyle F(X)} de D,
- associa a cada morfisme {\displaystyle f\colon X\to Y} en C un morfisme {\displaystyle F(f)\colon F(X)\to F(Y)} en D tal que s'hi donen les següents condicions:
  - {\displaystyle F(\mathrm {id} _{X})=\mathrm {id} _{F(X)}\,\!} per cada objecte {\displaystyle X} de C,
  - {\displaystyle F(g\circ f)=F(g)\circ F(f)} per a tot morfisme {\displaystyle f\colon X\to Y\,\!} i {\displaystyle g\colon Y\to Z} en C.

### En llenguatge Haskell
En programació en Haskell un Functor es defineix amb una classe de tipus (estructura algebraica) amb les següents característiques
- la correspondència de valors es concreta en l'estructura algebraica representada per l'índex de la classe (F:: Tipus -> Tipus), on F(x), x∈C, podria instanciar-se en una llista [C] o bé un context d'efectes laterals amb resultat del tipus C (IO C).
- la correspondència de morfismes es modela en una funció fmap que associa a una funció (a -> b) el resultat (F a -> F b) que ha de complir els requeriments mencionats més amunt.[2]

```
{- he posat l'índex F de la classe de tipus en majúscules 

 per coincidir amb l'especificació precedent

 malgrat que en Haskell ha d'anar en minúscules -}

class
 
Functor
 
F
 
where

 
fmap
 
::
 
(
a
 
->
 
b
)
 
->
 
F
 
a
 
->
 
F
 
b

{- les instàncies de ''functor'' han de complir

 fmap id == id

 -- ^ el corresponent de la identitat en la categoria d'origen és la identitat en la categoria destí

 fmap (f. g) == fmap f. fmap g

 -- ^ l'aplicació amb `fmap` de la composició dels morfismes 

 -- equival a la composició de les aplicacions individuals

-}

```

Instàncies de Functor són determinats tipus de contenidors, com ara una llista, un vector, però no un conjunt com s'explica més avall, o bé contexts d'efectes com ara IO (efecte global: ent./sortida, vars. globals, excepcions) o també Maybe (efecte semideterminista de les funcions parcials) o bé (Either err) (efecte semideterminista amb indicació de l'error).

## Exemples

### Grup fonamental
El grup fonamental es pot interpretar com un functor entre les categories d'espais topològics puntejats i grups, {\displaystyle \pi _{1}:{\textrm {Top}}_{*}\to {\textrm {Grp}}}. Això és perquè:
- Per cada espai topològic puntejat {\displaystyle (X,x_{0})}, el seu grup fonamental {\displaystyle \pi _{1}(X,x_{0})} és un grup.

- Cada aplicació contínua {\displaystyle f:(X,x_{0})\to (Y,y_{0})} indueix un morfisme entre els grups fonamentals respectius, {\displaystyle \pi _{1}(f):\pi _{1}(X,x_{0})\to \pi _{1}(Y,y_{0})}. Explícitament, {\displaystyle \pi _{1}(f)} envia una classe d'homotopia {\displaystyle [\gamma ]\in \pi _{1}(X,x_{0})}, {\displaystyle \gamma :(S^{1},*)\to (X,x_{0})}, a {\displaystyle [f\circ \gamma ]}.

- Donades aplicacions contínues {\displaystyle f:(X,x_{0})\to (Y,y_{0})} i {\displaystyle g:(Y,y_{0})\to (Z,z_{0})}, se satisfà que {\displaystyle \pi _{1}(g\circ f)=\pi _{1}(g)\circ \pi _{1}(f)}.

- {\displaystyle \pi _{1}(id_{X})=id_{\pi _{1}(X,x_{0})}}.

De la mateixa manera, els grups d'homotopia elevats {\displaystyle \pi _{n}} defineixen functors {\displaystyle \pi _{n}:{\textrm {Top}}_{*}\to {\textrm {Ab}}}, per {\displaystyle n\geq 2}.

### Functors oblidadissos
Un functor oblidadís és un functor que s'oblida de certa estructura. Per exemple, el functor oblidadís {\displaystyle U:{\textrm {Vect}}_{k}\to {\textrm {Set}}} assigna, a cada {\displaystyle k}-espai vectorial {\displaystyle E}, el seu conjunt d'elements, i a cada aplicació lineal {\displaystyle f:E\to F}, ella mateixa vista com a aplicació entre conjunts.
Hi ha un munt de functors oblidadissos. En són exemples:
- {\displaystyle {\textrm {Ring}}\to {\textrm {Ab}}} que s'oblida del producte intern dels anells i només reté l'estructura additiva (de grup abelià).

- {\displaystyle {\textrm {Top}}\to {\textrm {Set}}} que s'oblida de la topologia d'un espai topològic i només reté el conjunt de punts.

- {\displaystyle {\textrm {Top}}_{*}\to {\textrm {Top}}} que s'oblida del punt base, on {\displaystyle {\textrm {Top}}_{*}} denota la categoria d'espais topològics puntejats.

## Transformació natural entre Functors
Una transformació natural és un homomorfisme entre Functors, que com en tot homomorfisme, manté l'estructura de Functor en transformar el functor origen en el functor destí, preservant l'operació fmap en la imatge de la funció de transformació natural.
Així l'operació fmap en el functor origen seguida de la funció de transf. natural, equival a aplicar fmap en el functor de destí, després d'aplicar la funció de transf. natural, per la definició d'homomorfisme.
Exemple: prenem el functor Maybe com a origen i el functor llista designat '[_]' com a destí i definim maybeToList i comprovarem si l'operació fmap manté el resultat, abans i després de la funció de transformació.
```
import
 
Control.Category
 
((
>>>
))
 
-- composició d'esquerre a dreta

maybeToList
 
::
 
Maybe
 
a
 
->
 
[
a
]
 
-- funció del Functor Maybe al functor llista [_]

maybeToList
 
Nothing
 
=
 
[]

maybeToList
 
(
Just
 
x
)
 
=
 
[
x
]

op1
,
 
op2
 
::
 
Maybe
 
a
 
->
 
[
b
]

op1
 
=
 
fmap
 
f
 
>>>
 
maybeToList
 
-- `fmap` sobre l'origen de la transf. en el Functor Maybe

op2
 
=
 
maybeToList
 
>>>
 
fmap
 
f
 
-- `fmap` sobre la imatge de la transf. en el Functor llista

-- `maybeToList` és una transf. natural si `op1 == op2`

-- del codi de Data.Maybe

instance
 
Functor
 
Maybe
 
where

 
fmap
 
f
 
Nothing
 
=
 
Nothing

 
fmap
 
f
 
(
Just
 
x
)
 
=
 
Just
 
(
f
 
x
)

-- del codi de Data.List

instance
 
Functor
 
[]
 
where

 
fmap
 
f
 
[]
 
=
 
[]

 
fmap
 
f
 
(
x
 
:
 
xs
)
 
=
 
f
 
x
 
:
 
fmap
 
f
 
xs

-- comprovació op1

maybeToList
 
(
fmap
 
f
 
Nothing
)
 

≡
 
maybeToList
 
Nothing
 
≡
 
[]

maybeToList
 
(
fmap
 
f
 
(
Just
 
x
))
 

≡
 
maybeToList
 
(
Just
 
(
f
 
x
))
 
≡
 
[
f
 
x
]

-- comprovació op2

fmap
 
f
 
(
maybeToList
 
Nothing
)
 

≡
 
fmap
 
f
 
[]
 
≡
 
[]

fmap
 
f
 
(
maybeToList
 
(
Just
 
x
))
 

≡
 
fmap
 
f
 
[
x
]
 
≡
 
[
f
 
x
]

```

Hi ha un gràfic corresponent al wiki de Haskell.org
Això té aplicació en la comprovació de lleis en les instàncies de les classes de tipus del Haskell.

## Els conjunts no són Functor
El conjunt no compleix les lleis del Functor. Amb base als Enters definim la congruència mòdul 3.
```
{-# LANGUAGE PackageImports, OverloadedLists #-}

import
 
Data.Set
 
(
Set
)

import
 
qualified
 
Data.Set
 
as
 
Set

import
 
"HUnit"
 
Test.HUnit

{-| Definim Congruent com un tipus derivat dels Int, amb congruència mòdul 3.

 El constructor és un morfisme que manté les operacions de les classes 

 que s'esmenten a la clàusula `deriving` i les que ambdós instancien:

 FerCongruent :: Int -> Congruent

 L'accessor és el morfisme invers:

 obtenirEnter :: Congruent -> Int

-}

newtype
 
Congruent
 
=
 
FerCongruent
 
{
obtenirEnter
 
::
 
Int
}
 
-- tipus derivat

-- definim la normal d'un valor congruent mòdul 3

normal
 
::
 
Congruent
 
->
 
Int

normal
 
=
 
(`
mod
`
 
3
)
 
.
 
obtenirEnter
 
-- aplica el residu mòdul 3 a l'enter original del Congruent

instance
 
Eq
 
Congruent
 
where

 
x
 
==
 
y
 
=
 
normal
 
x
 
==
 
normal
 
y

instance
 
Ord
 
Congruent
 
where

 
compare
 
x
 
y
 
=
 
normal
 
x
 
`
compare
`
 
normal
 
y

cjt
 
=
 
[
1
..
5
]
 
::
 
Set
 
Int

f
 
=
 
obtenirEnter

g
 
=
 
FerCongruent

-- aplicació de la composició

-- conjunt d'enters, doncs `obtenirEnter. FerCongruent == id`

v1
 
=
 
Set
.
map
 
(
f
 
.
 
g
)
 
cjt
 

-- composició de les aplicacions

-- en aplicar la congruència l'estructura Set manté només els darrers de cada classe

v2
 
=
 
(
Set
.
map
 
f
.
 
Set
.
map
 
g
)
 
cjt
 

títolProva
 
=
 
"Prova als conjunts equiv. composició d'aplicacions vs. aplicació de composició"

test1
 
=
 
TestCase
 
$
 
assertEqual
 
títolProva
 
v1
 
v2

main
 
::
 
IO
 
()

main
 
=
 
runTestTT
 
test1
 
>>=
 
print

```

prova que la regla dels Functor no es compleix als conjunts (l'asserció precedent falla!):
```
$
 
stack
 
ghci
 
--package
 
containers
 
--package
 
HUnit
Prelude>
 
:load
 
prova2.hs

[
1
 
of
 
1
]
 
Compiling
 
Main
 
(
prova2.hs,
 
interpreted
)

Ok,
 
one
 
module
 
loaded.
*
 
Main>
 
main

### Failure: 

prova2.hs:33
Prova
 
als
 
conjunts
 
equiv.
 
composició
 
d
'
aplicacions
 
vs.
 
aplicació
 
de
 
composició
expected:
 
fromList
 
[
1
,2,3,4,5
]

 
but
 
got:
 
fromList
 
[
3
,4,5
]

Cases:
 
1
 
Tried:
 
1
 
Errors:
 
0
 
Failures:
 
1

Counts
 
{
cases
 
=
 
1
,
 
tried
 
=
 
1
,
 
errors
 
=
 
0
,
 
failures
 
=
 
1
}

```